# شهد سلمان
شهد سلمان (27 مايو 1973 -)، ممثلة عراقية تعيش بمعاملة كويتية في الكويت.

## حياتها ومشوارها المهني
ولدت في الكويت لأبويين عراقيين. هي الأخت الصغرى للممثلة سعاد سلمان، دخلت عالم التمثيل عام 2005 في مسلسل رحلة انتظار مع المخرج محمد دحام الشمري، انطلاقتها الفعلية كانت في مسلسل الكون في كفة مجسدة خلاله شخصية الأم المرحة.

### حياتها الأسرية
تزوجت عام 1990 رزقت بثلاثة أبناء حميد، شروق، شهد. وانفصلت عن زوجها عام 2002. بعد زواجها حصلت على الجنسية الكويتية للمادة الثامنة. لكنها سُحبت منها بعام 2024 بعد قرار الدولة بسحب جناسي زوجات الكويتيين.

## أعمالها

### في التلفزيون
- 2005: رحلة انتظار.
- 2005: فريج صويلح.
- 2005: غربة مشاعر.
- 2006: أحلام لا تعرف الدموع.
- 2006: حبل المودة.
- 2006: بين الهدب دمعة.
- 2007: 4×4.
- 2007: مذكرات أمونة.
- 2007: تاكسي تحت الطلب.
- 2007: زهور عمري.
- 2008: أم سعف جتكم - ثلاث أجزاء.
- 2008: نقش الحنة.
- 2008: عيال أبو سالم.
- 2008: فضة قلبها أبيض.
- 2009: قلوب حائرة.
- 2010: رسائل من صدف.
- 2012: بين الماضي والحب.
- 2011: وهج الشموع.
- 2011: الحب لا يكفي أحيانا.
- 2011: حرب المزواج - الجزء الثاني.
- 2013: قرمش.
- 2013: حابل بنابل.
- 2014: ريحانة.
- 2014: العافور.
- 2014: خالي وصل.
- 2015: حرب القلوب.
- 2015: الجدة لولوة.
- 2015: قهوة الفرجان.
- 2016: حريم أبوي.
- 2016: قلوب لا تتوب.
- 2016: المسافات.
- 2016: بياعة النخي.
- 2016: حريم بوسلطان.
- 2018: عزوتي.
- 2018: بات نايت.
- 2018: مع حصة قلم.
- 2018: خذيت من عمري وعطيت.
- 2018: الجسر.
- 2018: المواجهة.
- 2019: عشاق رغم الطلاق.
- 2019: غصون في الوحل.
- 2020: الكون في كفة.
- 2020: عافك الخاطر.
- 2021: شليوي ناش.
- 2021: أمينة حاف.
- 2021: ملاك رحمة
- 2021:سرك الخافي
- 2022: عاشر صفحة
- 2022:نفس الحنين
- 2023:كذبة أبريل
- 2024:بعد غيابك عني
- 2024:هود الليل
- 2024:بطن وظهر 2
- 2024: خواتي غناتي

### في المسرح
- 2011: رحلة رقم 112.
- 2011: قرية الحب.
- 2016: المزواجي.
- 2019: ينانوة جليعة.
- 2021: فرحان نسيب زعلان.
- 2022:حلم أمينة
- 2022:شقة لندن[4]
- 2024:البيت المقلوب

## روابط خارجية
- شهد سلمان على موقع قاعدة بيانات الأفلام العربية